# الایدیز
ال ایدیز یک منطقهٔ مسکونی در یمن است که در استان صنعا واقع شده‌است.